# スパークリングワイン

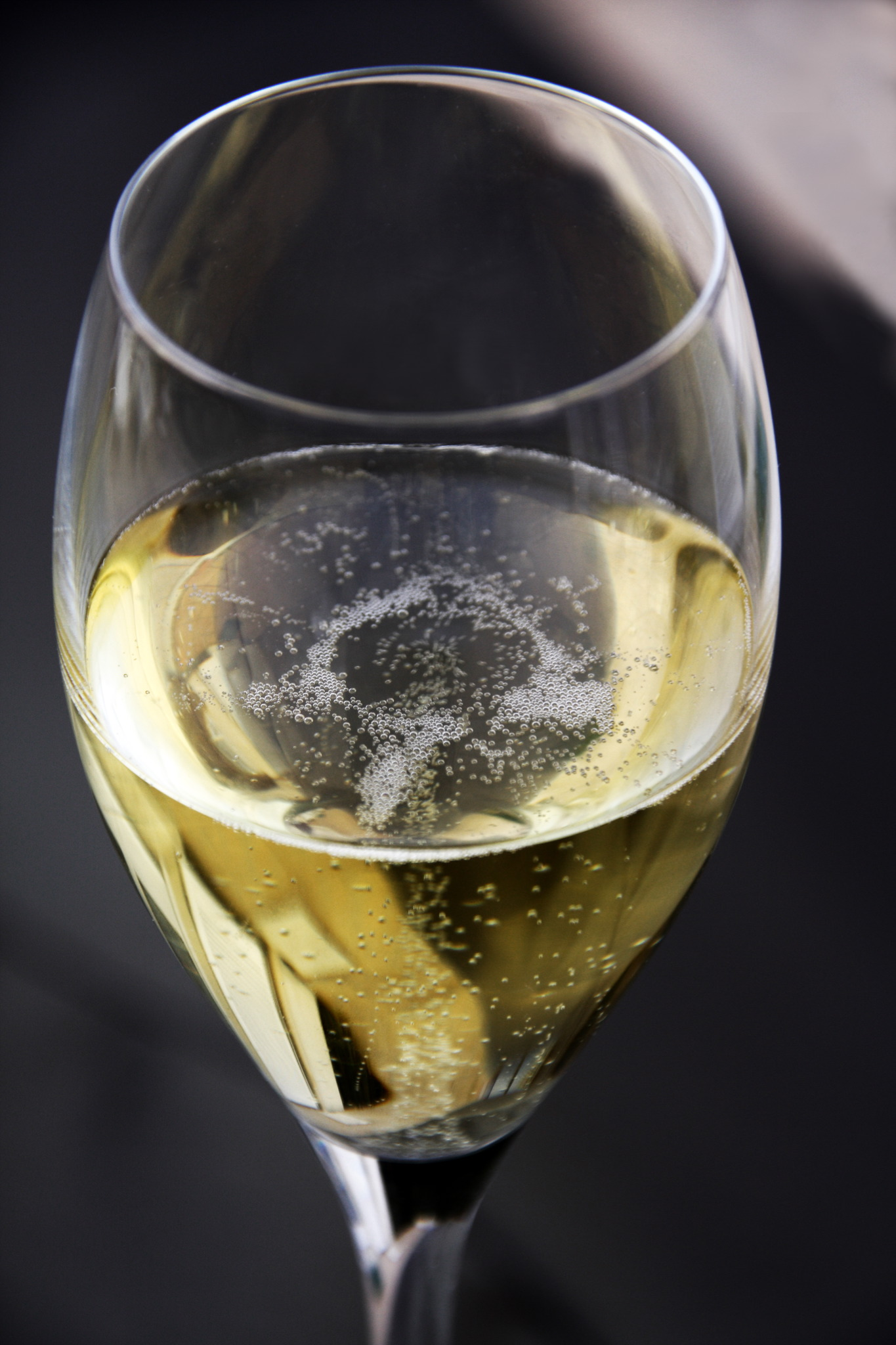
泡が立ち上っている発泡性ワイン

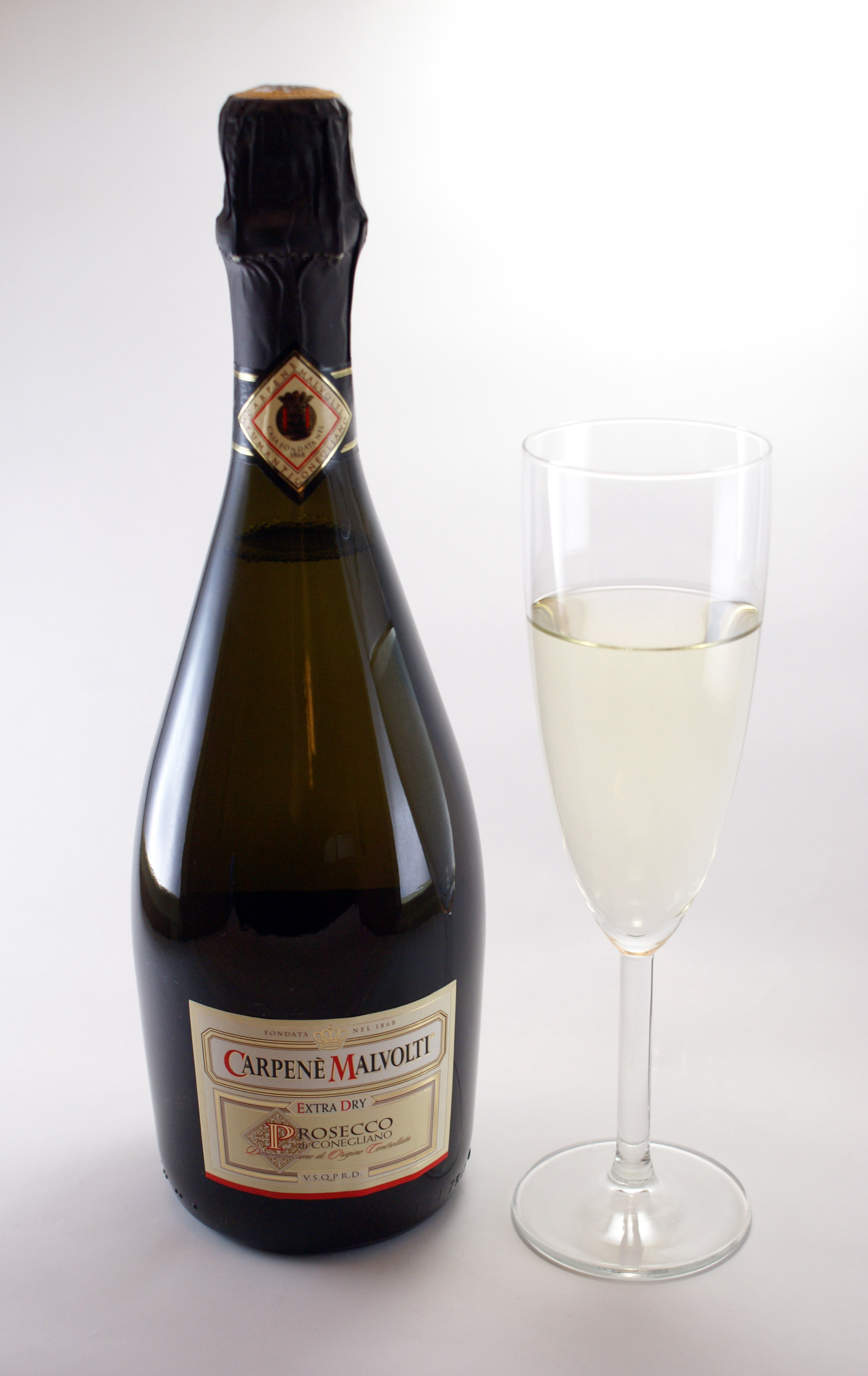
発泡性ワインのボトルとグラス

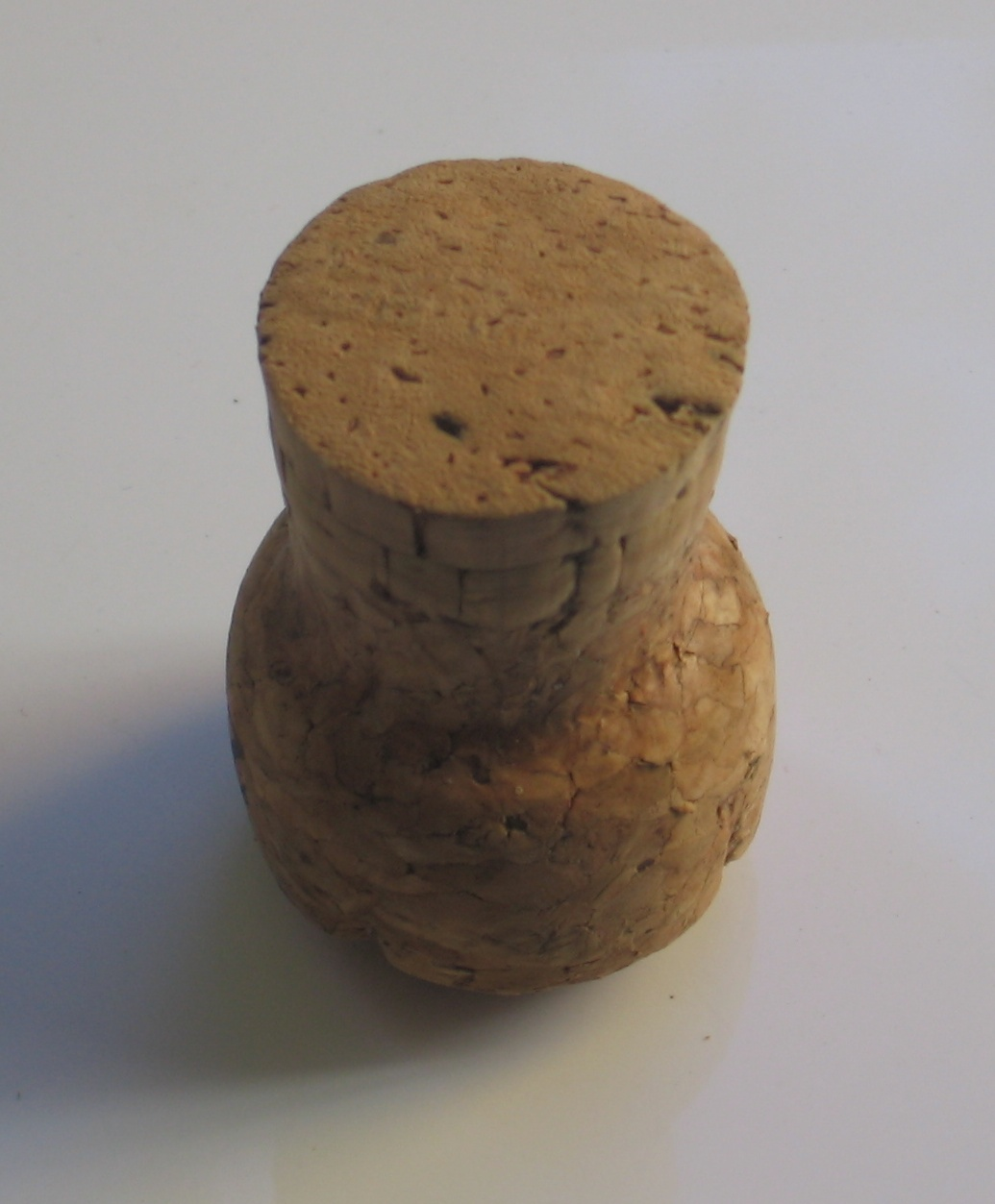
発泡性ワインのコルク

スパークリング・ワイン（英語: sparkling wine、フランス語: vin effervescent）とは、ワインの一種。炭酸ガスを多く含有するのが特長である。発泡性ワイン（はっぽうせいワイン）、発泡性葡萄酒（はっぽうせいぶどうしゅ）とも呼ばれる。

## 概要
スパークリング・ワインとは二酸化炭素を多く含むワインのことである。開栓すると圧力が下がって二酸化炭素が気泡として立ち上る。通常のワインにも炭酸ガスは含まれるが、溶け込んでいる量が少ないため開栓しても発泡しない。スパークリング・ワインには、瓶内発酵のために二酸化炭素が溶け込んでいるものと、人工的に二酸化炭素を吹き込んだ、いわゆる炭酸ワインとが存在する。
代表的な物にフランスのシャンパーニュ地方特産のシャンパンがある。。製造・販売等でのシャンパンの名称の使用は、TRIPS協定の地理的表示によって、世界中で保護されており、フランスの原産地呼称委員会が定めるAOCの認証を受けた、シャンパーニュ地方産の発泡性ワインのみ正式に名乗ることができ、それ以外の飲料（や物品、サービス）を「シャンパン」と名乗り流通するのは違法である。
シャンパンはスパークリング・ワインの一種であるが、日本では「シャンパンがスパークリング・ワインの総称」、「シャンパンとスパークリングワインは完全に別物」だと誤った認識が未だに多い（シャンパンはスパークリング・ワインの下位概念）。
シャンパーニュ地方以外で製造される、同様の製法を用いたワインをフランスでは「クレマン（仏: Crémant）」と呼ぶ。それぞれ呼称が異なるが、シャンパンもクレマンも共に、発泡性ワイン（フランス語ではヴァン・エフェルヴェサン　Vin effervescent、ヴァン・ムスー  Vin Mousseux）の一種である。普通の（発泡性でない）ワインも開栓せずに放置した場合などに発泡することがあるが、これは発泡性ワインには含まず、品質の劣化として忌み嫌われる。
なお、発泡性ワインに対して、非発泡性ワインは「スティルワイン（Still wine）」と呼ばれる。二酸化炭素が多く溶け込んでいる分瓶内の圧力も高くなるため、発泡性ワインの瓶は非発泡性ワインの瓶よりも頑丈にできている。
ワイン（英: wine）とは、元々果実酒を意味するが、内部に炭酸発泡しているブドウ以外の果実を使用したものに関して日本国内では、シードル（フランス語では cidre、英語では cider）と表記されている場合がある。

## 製法
製造方式には、シャンパン方式もしくは伝統方式（両方とも同じ、瓶内二次発酵）、シャルマ方式（タンク内二次発酵）、トランスファ方式、炭酸ガス注入方式がある。
ワインは発酵の段階で炭酸ガスを放出するが、シャンパン方式では、これを発酵が終わりきらないうちに瓶詰めする。すると瓶の中で発酵が続き、発生した炭酸ガスはワインの中に溶け込んで発泡する。ただし、炭酸ガスの発生をより活発にするため、瓶詰め時に砂糖などの糖類を加えることもある。
瓶の栓には、ほとんどがマッシュルーム型に成形したコルクが使用される。ビールのような王冠や、スクリューキャップを栓に使用したものも存在する。

## 主な発泡性ワイン
このスパークリングワインは、国によって総称も異なっている。

### フランス
- シャンパン
  - シャンペンとも。フランス・シャンパーニュ地方で生産される発泡性ワイン。総じて泡が非常に細かいのが第一の特徴。
- クレマン (Crémant)
  - シャンパーニュ以外の地域で、シャンパンと同様の製法で造られた発泡性ワイン。芳香の強い白ワインの産地であるアルザス地方の発泡性ワイン、クレマン・ダルザス (Crémant d'Alsace)等が有名。「Crémant de」の後に産地名が続く（ロワール、ブルゴーニュ等）。
- ヴァン ムスー (Vin Mousseux)
  - 「ムスー」とは、「泡」の意味。AOCに指定されているものから、テーブルワインまで各種ある。上記のCrémentはトラディッショネル方式で作られるが、ムスーは様々な方式で作られている。
- ペティヤン (Pétillant)
  - フランス語で「ぱちぱちはねる」の意味で、弱発泡性のワインのこと。いくつかのAOCがある。
- ペルラン（またはペルレ）perlant (ou perlé)　微弱発泡性のワイン。

### スペイン
- エスプモッソ (espumoso)
  - スペイン語で発泡性ワインを表す一般名詞。フレシネグループ社製の「フルーツフレーバー（ピーチ、レモン、ライチ、さくらんぼ、グレープフルーツ、ストロベリー、りんご等）」のポンパドールというブランドのもの（アルコール分6.5％）が製品輸入されている。
- カバ (Cava)
  - スペインの特定地域で生産される発泡性ワイン。シャンパーニュ地方産ではないのでシャンパンとは呼ばないが、同等のトラディッショネル製法を用いた発泡性ワインである。シャンパンと同じくらい古い歴史を持つ。
- チャコリ（バ:Txakoli, 西:Chacolí）
  - バスク州からカンタブリア州の大西洋岸を中心に生産される微発泡性ワイン。

### イタリア
- スプマンテ (Spumante)

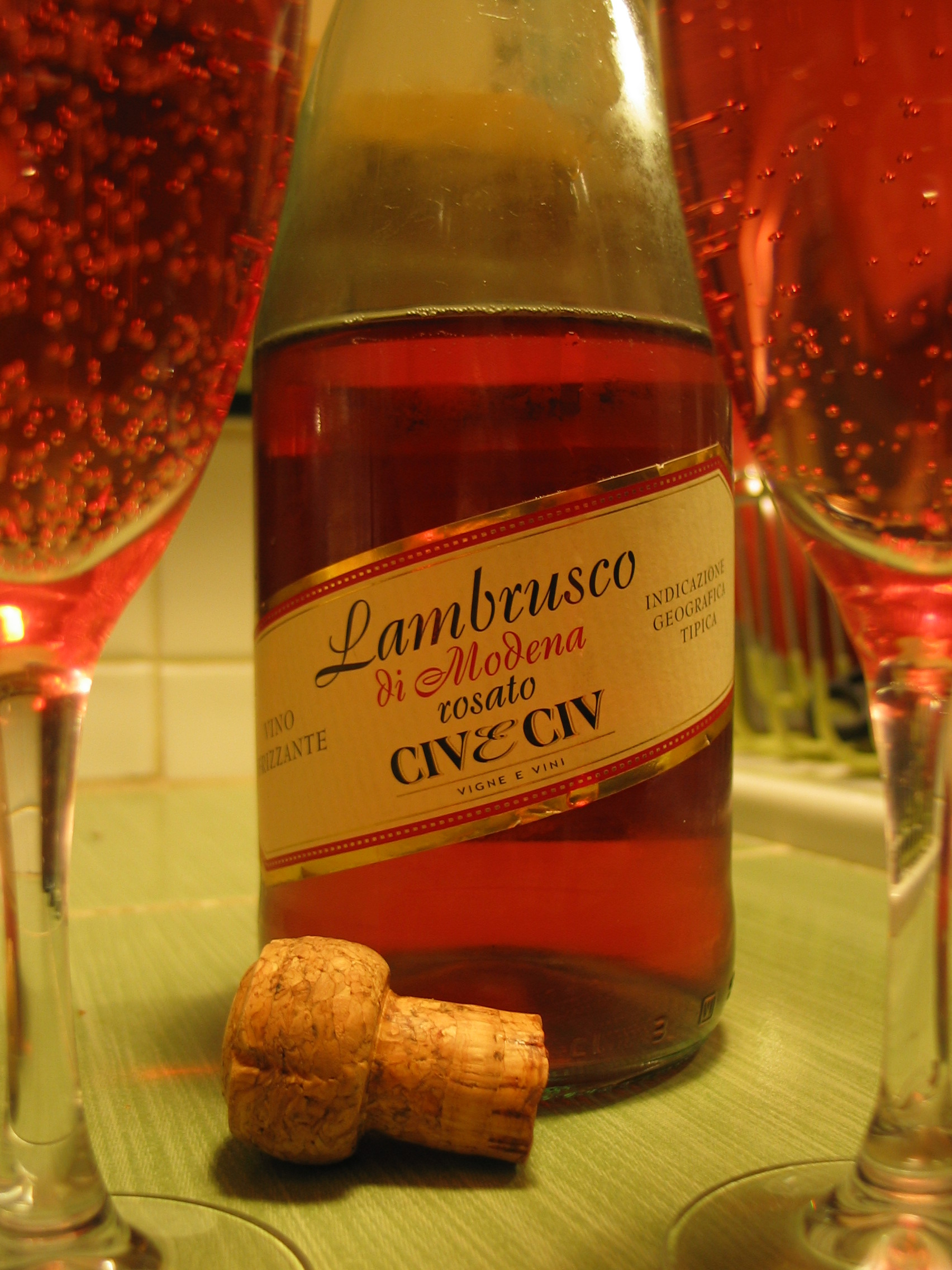
イタリアの弱発泡ワイン、ランブルスコのロザート（ロゼ）

  - イタリア語で「発泡性の」という意味の言葉で、イタリア語で（「微発泡」「半発泡」以外の）各国の発泡性ワインを指す一般名詞。日本では“イタリアの発泡性ワイン”を特にこう呼ぶ。代表的なものにはアスティ（地名。葡萄品種はモスカート・ビアンコ）、フランチャコルタ（ロンバルディア州ブレシア県の一地域の古い地名。葡萄品種はシャルドネ、ピノ・ビアンコ、ピノ・ネーロ。歴史は比較的浅いがシャンパンと同様の瓶内二次発酵の製法のものもある。白葡萄品種のみで作られるサテンもある）、プロセッコ（葡萄品種名。産地はヴェネト州コネリアーノ、ヴァルドッビアーデネなど）などがある。
- フリッザンテ（frizzante）
  - イタリアで「微発泡」「半発泡」のものをフリッザンテと呼ぶ。モスカート・ダスティ（葡萄品種名+地名）などがある。
- ランブルスコ (Lambrusco)
  - ランブルスコは、天然弱発泡性で赤、白、ロザート（ロゼ）が存在し、甘口から辛口まで様々なタイプが造られている。ランブルスコは一群の葡萄品種=サラミーノ種、マラーニ種、マエストリ種、グラスパロッサ種、モンテリッコ種など=の総称であり、それらの葡萄から作られたワインも指す。産地はエミリア＝ロマーニャ州モデナ県、レッジョ・ネッレミリア周辺のレッジャーノ地方、マントヴァ周辺のマントヴァーノ地方。

### ドイツ
- ゼクト (Sekt)
  - シャンパンと同じ製法で造られた、アルコール度数と炭酸ガス気圧が一定値以上のドイツの発泡性ワイン。

### オーストラリア
- スパークリング・シラーズ
  - オーストラリアの発泡性赤ワイン。フルボディで甘みの残るものが多い。シラーズ以外の品種も用いられる。

### スロヴェニア
- ペニーナ (Penina)
  - スロヴェニア(slovenija)の発泡性ワイン。

### ハンガリー
- ペジュグー (Pezsgő)
  - ハンガリーのシャンパンと同じ製法で造られた発泡性ワイン。

### イギリス
イングランドで栽培されたブドウを用いた瓶内で発酵させたスパークリングワインの商用生産が開始されたのは1960年代の事だが、輸入ブドウを用いたイギリス国内におけるスパークリングワイン生産はさらに古くから行われていた。1980年代、一部のイングランドのワイン醸造業者はシャンパーニュで栽培されているブドウ品種であるシャルドネ、ピノ・ノワールそしてピノ・ムニエの栽培に乗り出し、その後の数十年の時間の経過の後、これらの品種から作られたイングランドのスパークリングワインを入手する可能性があがった。現段階で、イングランドではスパークリングワイン醸造業者が100ヶ所の畑でブドウを栽培しており、その中でもナイティンバー、リッジビュー、チャペルタウンがもっとも大きな規模の業者である。2010年、スパークリングワインへの関心を高めていたイングランドのブドウ畑でもっとも多く栽培されている品種は、シャルドネとピノ・ノワールだった。この2品種にピノ・ムニエを加えるとブドウ栽培量の4割を占めている。その他にはオーセロワ・ブラン、セイヴァル・ブラン、ミュラー・トゥルガウ、ライヒェンシュタイナーそしてバッカスの品種が栽培されている。これらを含めたイングランドワインの、年平均の全生産量は約200万本である。
温暖化により栽培に適した地域となりつつあり、フランスの企業が進出している。

### 日本
日本では1985年に北海道十勝総合振興局中川郡池田町が初めて発泡性ワインの生産に着手しており、1990年代以降国内中小ワイナリーで発泡性ワインが少量ながら生産されている。また2007年よりメルシャンが「日本のあわ」シリーズと題して、同社の勝沼ワイナリーにて「勝沼のあわ」「穂坂のあわ」の2品種を生産・発売しているほか、2009年からは岩手県葛巻町の「くずまきワイン」も発泡性ワインの生産を開始した。2002年には北海道小樽市の北海道ワインが炭酸ガスを注入して造る発泡性ワインを商品化した。栃木県足利市のココ・ファーム・ワイナリーは、イタリアでランブルスコと呼ばれる赤のスパークリングワインを生産販売し始めている。